# Barmherziger Samariter

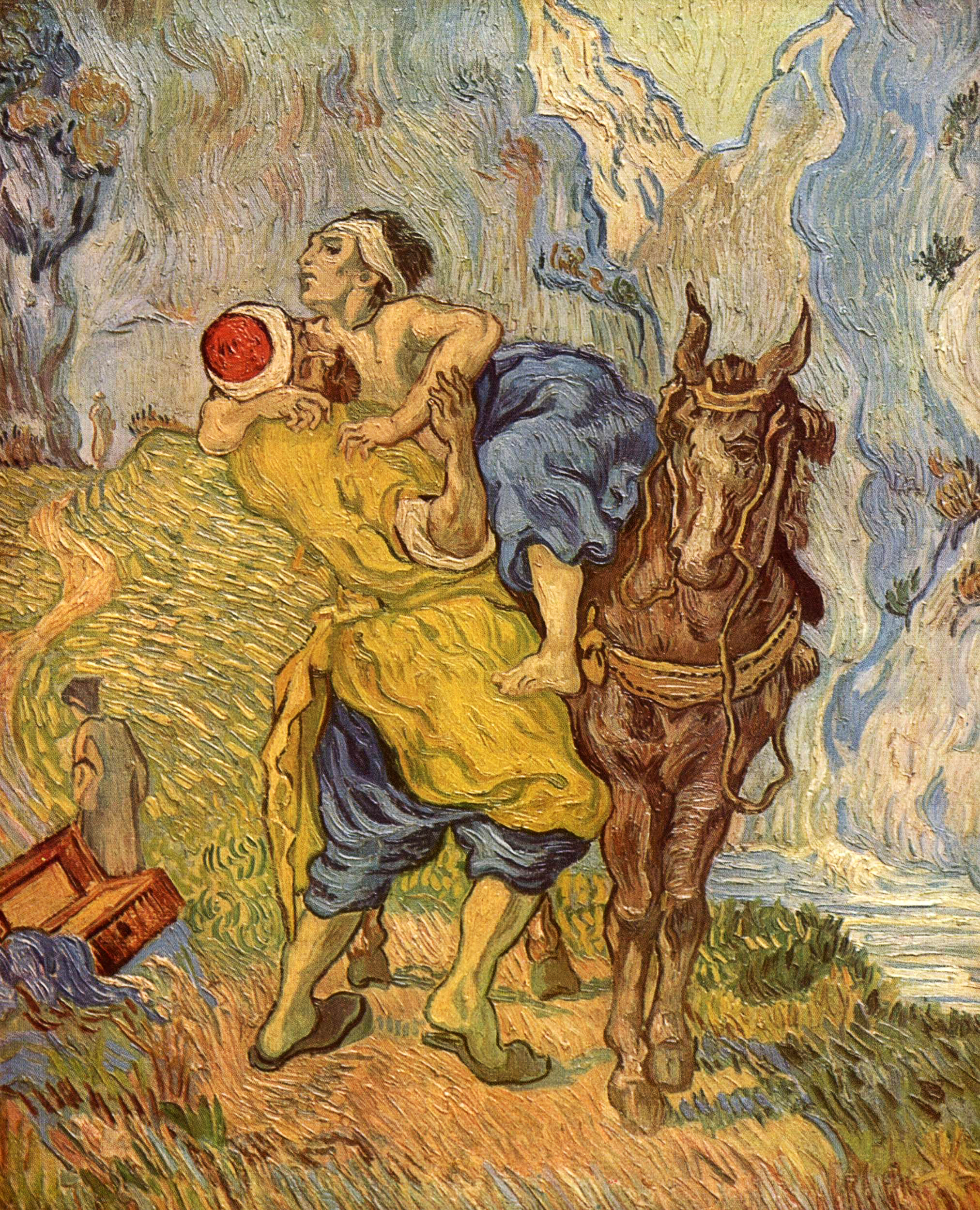
Vincent van Gogh: Der barmherzige Samariter

Das Gleichnis vom barmherzigen Samariter zählt zu den bekanntesten Erzählungen Jesu im Neuen Testament. Das Gleichnis wird im Evangelium des Lukas (Lk 10,29–37 ) überliefert und gilt als Appell zur tätigen Nächstenliebe.

## Gattung
In der Exegese wird sie nicht durchgängig als Gleichnis, sondern als Beispielerzählung angesehen. Gelegentlich wird davon ausgegangen, dass sie sich aus einem Gleichnis entwickelt habe. Eine Beispielerzählung stellt – anders als ein Gleichnis – eine nicht alltägliche Begebenheit dar. Sie lädt „den Hörer zur Identifikation und zum Verstehen [ein] … Das Bild führt die gemeinte Sache an einem konkreten praktischen Fall vor“. Damit ist die Beispielerzählung eine Sonderform der Parabel; bei der Parabel ist allerdings „die Sache“ selbst nicht Gegenstand des Bildes („Konterdetermination“).

## Inhalt

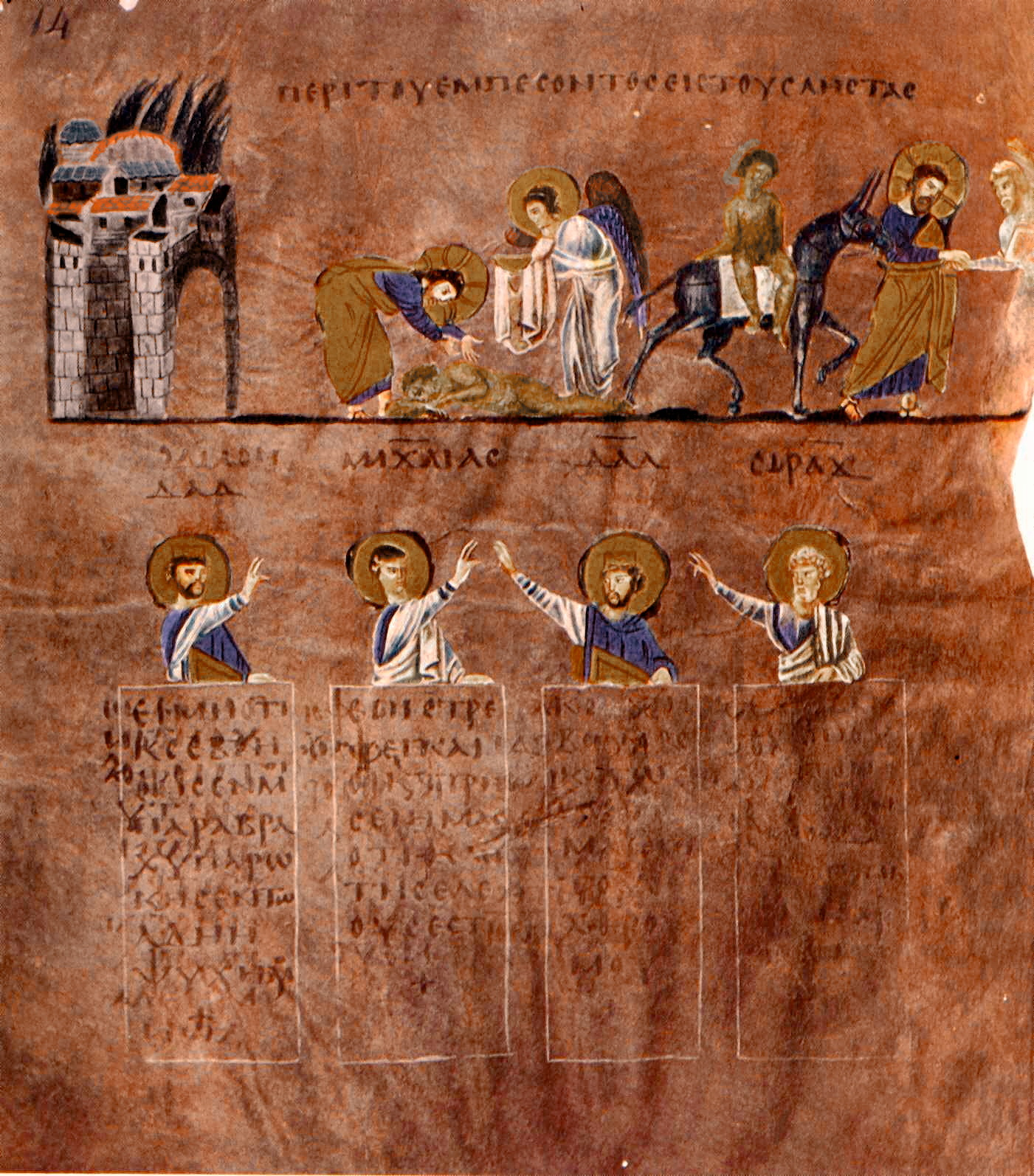
Codex purpureus Rossanensis: Der barmherzige Samariter

Ein Schriftgelehrter stellt Jesus die Frage, was zum Erwerb des ewigen Lebens zu tun sei. Jesus fragt ihn nach den diesbezüglichen Aussagen der Tora. Darauf zitiert der Schriftgelehrte das Schma Jisrael als das zentrale jüdische Glaubensbekenntnis mit der Aufforderung zur Gottesliebe (Dtn 6,5 ) und verbindet es mit dem Gebot der Nächstenliebe (Lev 19,18 ):

„Höre Israel, der Ewige ist Gott, der Ewige ist einzig. (Dtn 6:4) Gepriesen sei Gottes ruhmreiche Herrschaft immer und ewig! (mJoma 6:2) Darum sollst du den Ewigen, deinen Gott, lieben mit ganzem Herzen, mit ganzer Seele und mit ganzer Kraft. (Dtn 6:5)“

„Du sollst dich nicht rächen, auch nicht Zorn halten gegen die Kinder deines Volkes. Liebe deinen Nächsten, wie du dich selbst liebst. Ich, der Ewige.“

„Du sollst den Herrn, deinen Gott, lieben mit ganzem Herzen und ganzer Seele, mit all deiner Kraft und all deinen Gedanken, und: Deinen Nächsten sollst du lieben wie dich selbst.“

Auf Jesu Aufforderung, so zu handeln, um zu leben, fragt ihn der Schriftgelehrte, wer denn sein Nächster sei. Daraufhin entfaltet Jesus die Beispielerzählung:

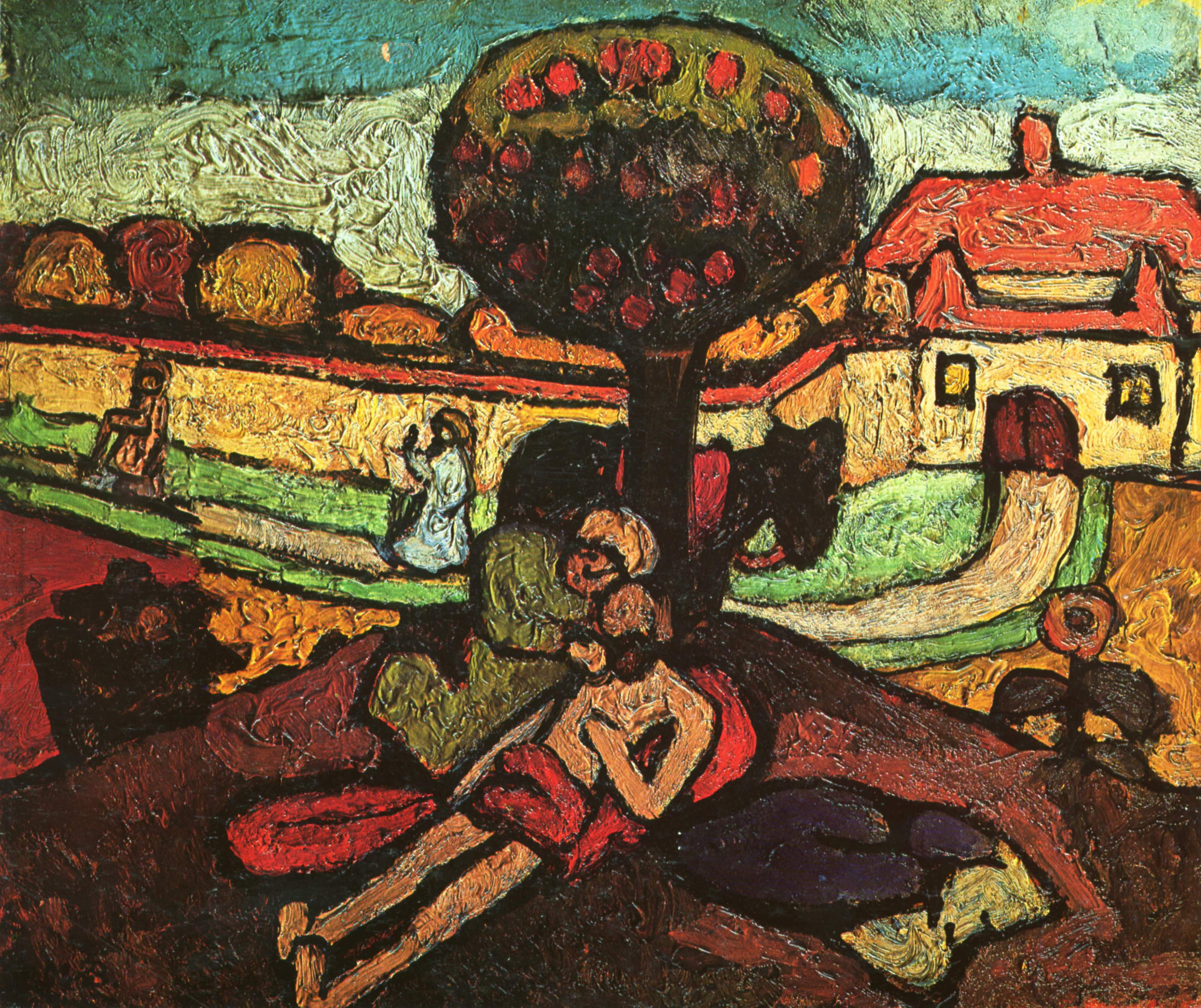
Paula Modersohn-Becker, 1907

Ein Mann auf dem Weg von Jerusalem hinab nach Jericho geriet unter die Räuber, die ihn ausplünderten und schwerverletzt liegen ließen. Ein vorüberkommender Priester sah den Verletzten und ging weiter, ebenso ignorierte ihn ein Levit. Schließlich sah ein Samaritaner den verletzten Mann, erbarmte sich, versorgte dessen Wunden und transportierte ihn auf dem Reittier zur Herberge. Dort gab er am folgenden Morgen dem Wirt zwei Denare und beauftragte ihn mit der weiteren Pflege, verbunden mit der Zusage seiner Wiederkehr und der Erstattung weiterer Kosten.
Anschließend fragt Jesus, wer von den dreien dem Überfallenen der Nächste gewesen sei. Der Schriftgelehrte erkennt den Sachverhalt und antwortet, dass es der Samaritaner gewesen sei. Daraufhin fordert Jesus ihn auf, ebenso wie jener zu handeln.

## Struktur
Das Gleichnis gehört zum lukanischen Sondergut. Die Struktur des Gleichnisses entspricht der Midrasch-Einleitung des pharisäischen Judentums, allgemein also der traditionellen jüdischen Auslegung religiöser Texte:
- einleitende Frage zu einem Schrifttext (Verse 25–27 EU: Dtn 6,5 EU, Lev 19,18 EU)
- zweiter Schrifttext (Vers 28 EU: Lev 18,5 EU)
- Auslegung mittels Beispielerzählung (Verse 28–36 EU)
- Schlussbemerkung, mit Anspielung auf den Ausgangstext und oft mit Aufforderung zum Tun (Vers 37 EU)

### Deutung

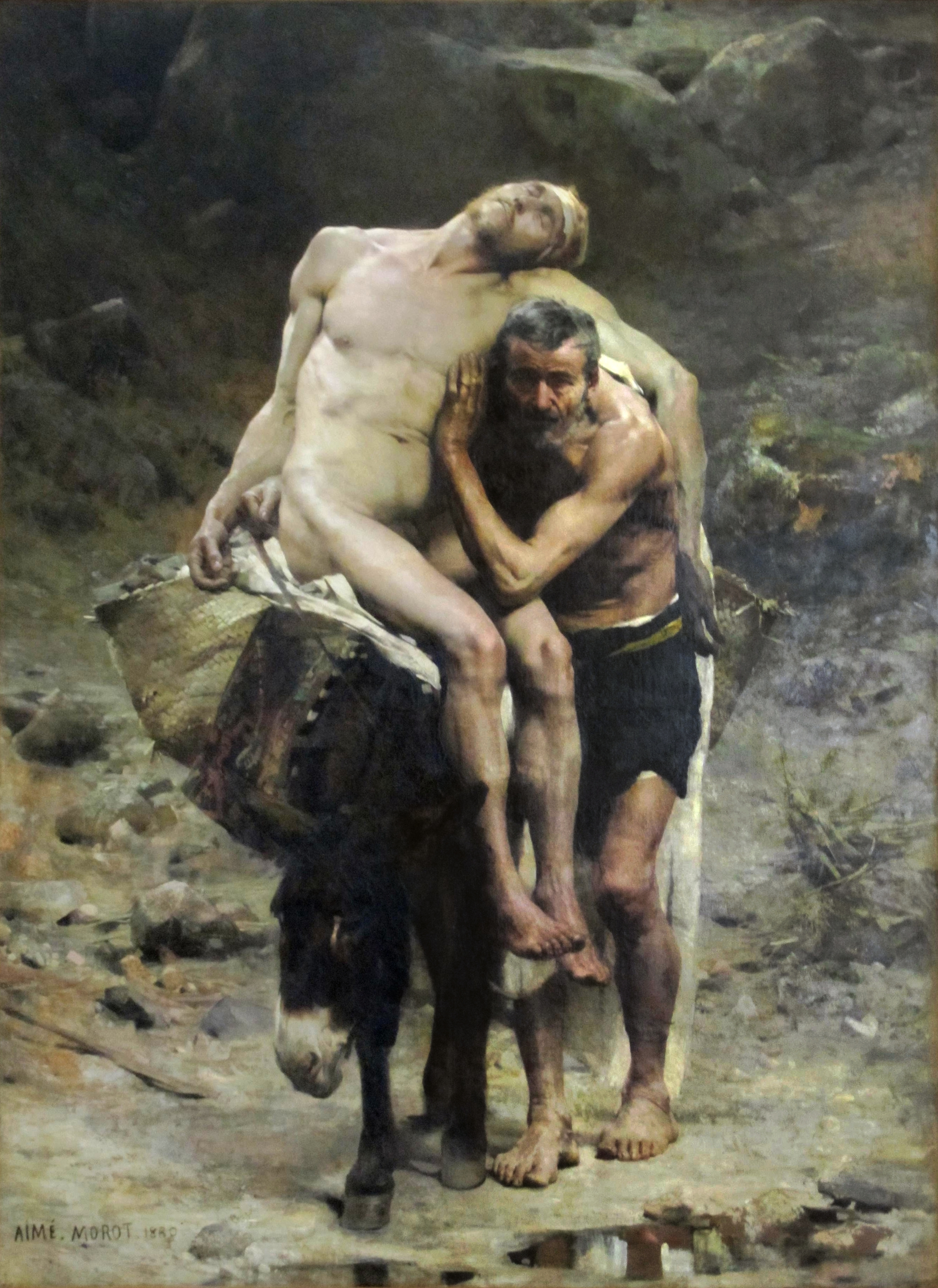
Aimé Morot: Der barmherzige Samariter, 1880

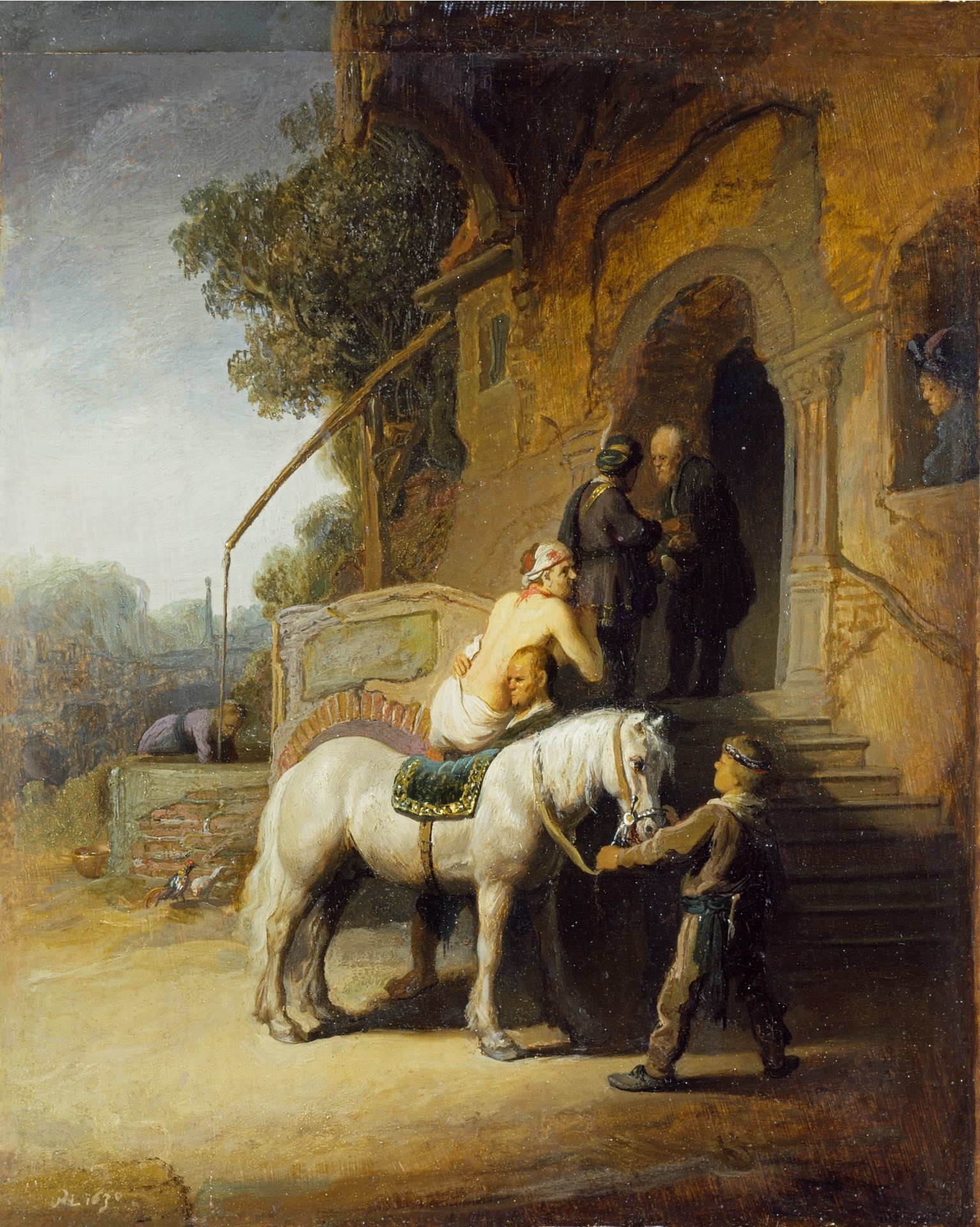
Rembrandt: Der barmherzige Samariter

Die Geschichte spielt an einem realen Ort: auf dem beschwerlichen, etwa 27 km langen, öden Teilstück des damaligen Haupthandelsweges zwischen Afrika und Asien, der zwischen Jerusalem im Gebirge und Jericho im Jordantal liegt. Der erwähnte Abstieg über mehr als eintausend Höhenmeter machte es Händlern schwer und Räubern leicht. Dennoch wurde der Weg viel genutzt.
Für Priester gab es in der Tora die Vorschrift, dass sie sich nicht an der Leiche eines Stammesgenossen verunreinigen durften, abgesehen von den nächsten Verwandten (Lev 21,1 ff. ). Wenn der Mann tot gewesen wäre, hätte sich der Priester durch eine Berührung wegen Verstoßes gegen dieses Gebot entweiht.
Der Levit war ebenfalls auf dem Weg hinab nach Jericho. Eine allfällige Berührung eines Toten hätte für ihn nach der Tora (Num 19,11 ) sieben Tage Tame (rituelle Unreinheit) bedeutet, er hätte also am Ziel seines Weges in seiner Heimat keine rituellen Handlungen vornehmen dürfen.
Einige Ausleger vermuten, dass die damaligen Zuhörer angesichts antiklerikaler Strömungen als Nächstes einen israelitischen Laien erwartet hätten, der Barmherzigkeit über eventuelle rituelle Unreinheit gestellt und dem Verletzten geholfen hätte: Die Einzelheiten der Fürsorge für den verwundeten Mann seien nämlich für die damalige Zeit vollkommen realistisch. Allerdings sind antiklerikale Strömungen im Lukasevangelium nicht nachweisbar. Der unerwartete Samaritaner mit seinem Mitgefühl, seiner beständigen Fürsorge von der Wundversorgung über den Krankentransport (den Berg hinauf), die Unterbringung, die Vorkasse, die Ankündigung, wiederzukommen – all diese Ausführlichkeit der Zuwendung gibt dem Gleichnis eine ermunternde bis schockierende Wirkung. Es wird nicht gesagt, ob der Verwundete Jude war, zudem war der Handelsweg international. Im Vordergrund steht also weder eine Grenzen überwindende Tätigkeit, noch eine Tempelschelte gegen Priester und Leviten. Liebe zu Gott wird in der Liebe zum Menschen konkret, womit die ernst gemeinte Eingangsfrage des Pharisäers beantwortet ist.
Die Samaritaner wurden von den damaligen Juden, wie beispielsweise Josephus, einerseits als religiöse Verwandte betrachtet (2 Chr 28,11 ), aber auch mit den synkretistischen Abkömmlingen des Nordreichs (2 Kön 17,24–41 ) gleichgesetzt, als Feinde angesehen und zutiefst verachtet (Sir 50,25–26 ). Mit dem Nächsten war der Volksgenosse gemeint. Das Volk bildete eine Solidargemeinschaft. Andererseits forderte die Schrift die Liebe zu den Fremden ein im Gedenken daran, dass Israel in Ägypten selbst die Existenz eines Fremdlings gelebt hatte. Die Frage des Schriftgelehrten konnte in der Tradition des halachischen Midrasch schnell beantwortet werden: Es sind alle Israeliten und alle Vollproselyten. Kurz zuvor in den Jahren 6 und 9 n. Chr. hatten die Samaritaner den Tempelplatz zu Jerusalem in den Tagen des Pascha-Festes durch Ausstreuen menschlicher Gebeine verunreinigt, somit konnten sie keine Nächsten sein.
Jesus nun befragt den Pharisäer mit der Beispielerzählung provokant zum Verhältnis von Tat und Täter: Die Frage, was die Tora in Lev 19,18 mit dem Begriff Nächster meint, ist demnach nicht zu beantworten, indem das Objekt, der Hilfsbedürftige, bestimmt wird. Wer mein Nächster ist, entscheidet sich umgekehrt vom Subjekt her: der Helfende (Samariter) wird dem Bedürftigen zum Nächsten.

### Allegorische Deutungen

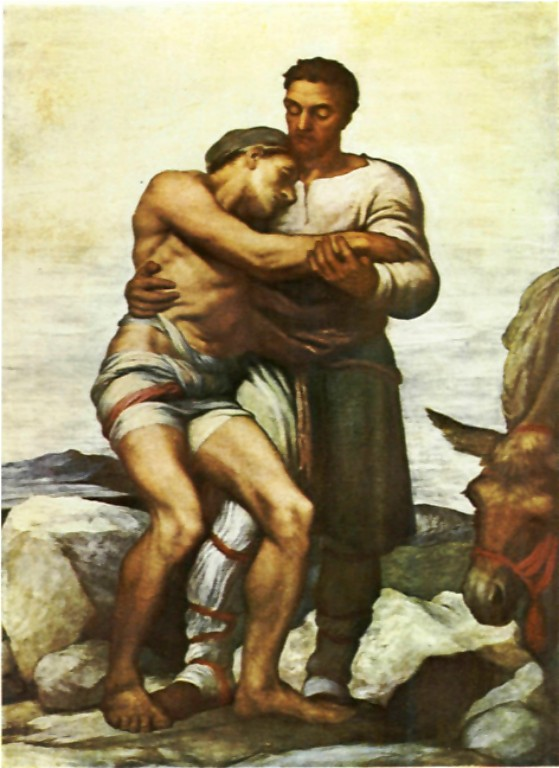
George Frederic Watts: Der barmherzige Samariter

Bereits in der frühen Christenheit kam dem Gleichnis zentrale Bedeutung zu. Man deutete es allegorisch, wonach man unter dem unter die Räuber Gefallenen den Menschen schlechthin (Adam) verstand. Die Stadt Jerusalem galt als das Paradies, und Jericho als die Welt. Die Räuber waren die feindlichen dämonischen Mächte. Der Priester verkörperte das Gesetz, der Levit die Propheten und der Samariter Christus. In den geschlagenen Wunden sah man den Ungehorsam, im Reittier den Leib des Herrn, unter der Herberge die Kirche, die alle aufnimmt, die hinein wollen, im Herbergswirt das Haupt der Kirche, dem Schutz und Pflege der Gäste oblag. In der zugesagten Wiederkehr des Samariters das verheißene Wiedererscheinen Christi.

## Wirkungsgeschichte

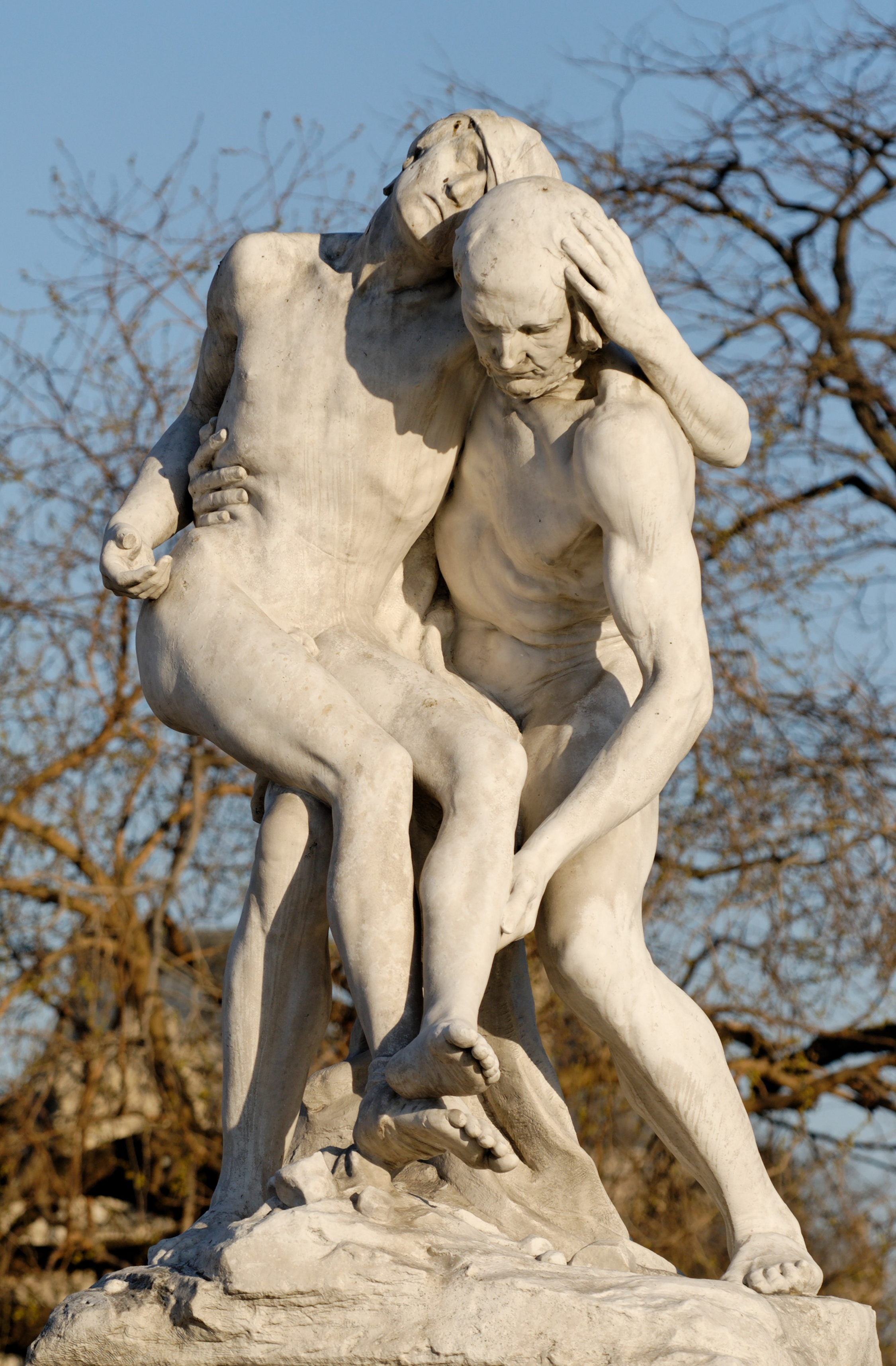
François Sicard: Der barmherzige Samariter

Das Gleichnis vom barmherzigen Samariter verließ auf Grund seiner Dramatik bald seinen frühchristlich-innerjüdischen Zusammenhang. Nächstenliebe wurde nicht zuletzt durch diese Erzählung zu einer universellen Tugend; Nächstenliebe und Samariterdienst wurden bis ins Sprichwortgut zu Synonymen.
Der Arbeiter-Samariter-Bund wie die Samariter Schweiz erscheinen als ein prominentes Erbe dieses Namens im deutschen Sprachbereich.
Im englischen Sprachraum verwendet die Organisation Samaritan’s Purse die Anspielung auf die Geldbörse des Samariters (Lk 10,35 ) um Hilfsprojekte in aller Welt durchzuführen.
Im angelsächsischen Rechtsbereich kennt man das „Good Samaritan Law“, das das Recht für den Hilfeleistenden regelt.
Beim Vatikan ist die Gute-Samariter-Medaille die höchste Medaille für Arbeit im Gesundheitswesen.

## Bildende Kunst
Der Barmherzige Samariter ist ein sehr beliebtes Thema in der religiösen Malerei. Er wurde unter anderem dargestellt im Codex purpureus Rossanensis (6. Jahrhundert) und im Evangeliar Heinrichs des Löwen (12. Jahrhundert), von Jost Ammann (16. Jahrhundert), Meister des Barmherzigen Samariters (1537, Notname), Rembrandt van Rijn (1632/33), Johann Carl Loth, Nicola Malinconico, von Luca Giordano, George Frederic Watts, Gustave Doré, Gustave Moreau, Vincent van Gogh (1890), Maurice Denis (1898), Aimé-Nicolas Morot (1850–1913) und Paula Modersohn-Becker. Eine Statue von François Sicard steht im Jardin des Tuileries in Paris.
In der Kathedrale von Chartres stellt das dritte rechte Fenster des Hauptschiffs das Gleichnis vom Barmherzigen Samariter dar.

## Musik

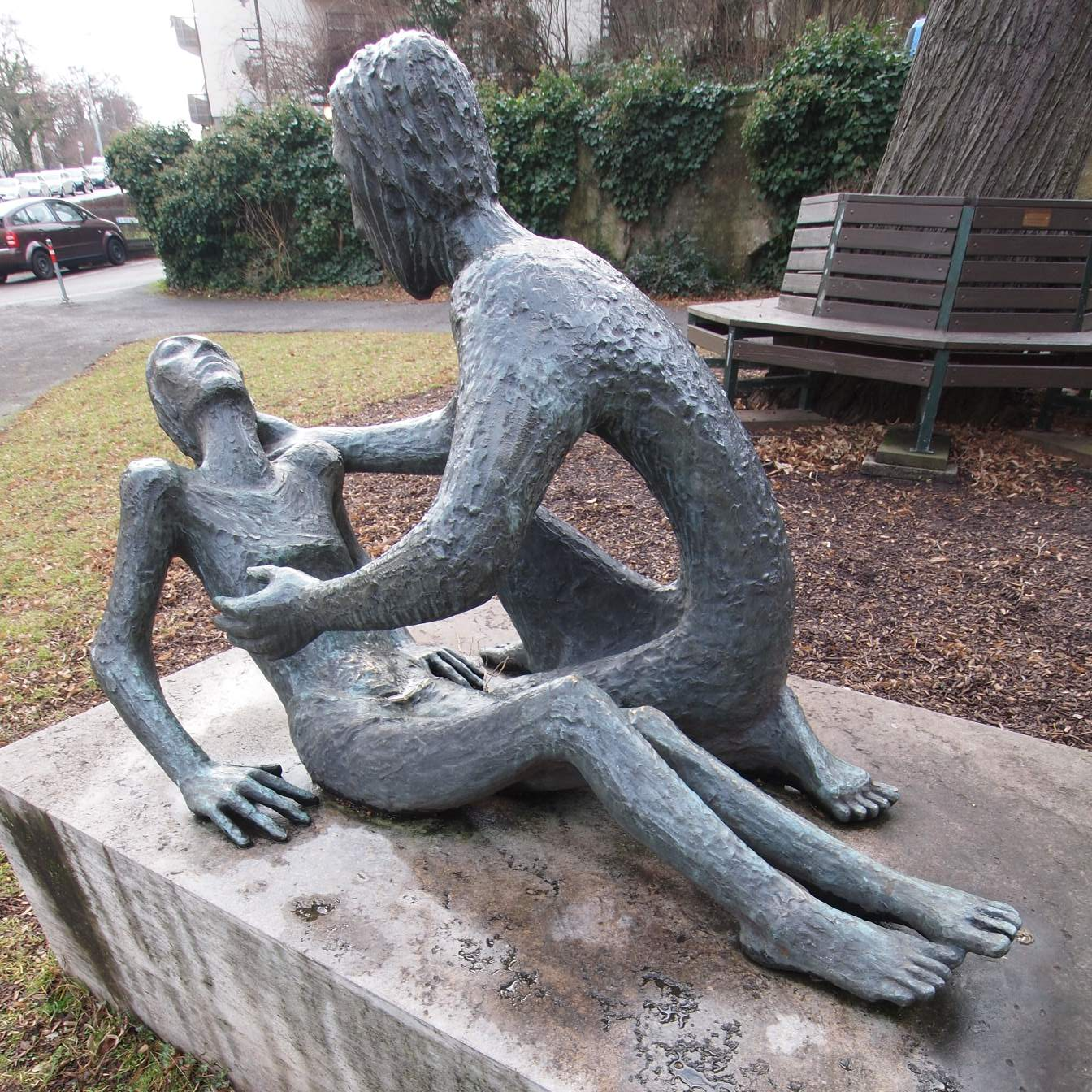
Ulrich Henn: Der barmherzige Samariter vor der Erlöserkirche in Stuttgart

Johann Nepomuk David schuf 1958 eine Evangelienmotette für vierstimmigen gemischten Chor a cappella zur Perikope mit dem Titel Der barmherzige Samariter.
Benjamin Britten schuf 1963 die Cantata misericordium op. 69 für Solisten, Chor und Kammerorchester.
Samarithan, ein Lied von Candlemass auf dem Album Nightfall, wendet die Problematik auf die heutige Zeit an.
Bob Dylan lässt den barmherzigen Samariter in seinem Songepos Desolation Row von 1965 auftreten. Hier verortet er die gescheiterte Nächstenliebe in den Rassenunruhen, die sich 1920 im Heimatort seines Vaters ereigneten.